# Сенатський палац
Сенатський палац (рос. Сенатский дворец) — будівля на території Московського Кремля, споруджена за проєктом російського архітектора Матвія Казакова в 1776—1787 роках. Палац виконано на замовлення імператриці Катерини ІІ в характерному для того часу класичному стилі. За початковим задумом будівля мала служити резиденцією вищого органу державної влади Російської імперії — Урядового сенату, звідки й отримала свою назву. За час свого існування його стіни побачили чимало державних діячів і вміщували різні органи державної влади. У XIX столітті палац нарекли «будівлею людних місць» (так у ту пору називалися будівлі, що вміщали органи адміністративного управління та місцеві суди), за Радянської влади в палаці був кабінет Леніна, пізніше він стає будівлею Уряду СРСР. Нині Сенатський палац є робочою резиденцією Президента Російської Федерації.

## Історія

### XVIII-XIX століття
Будівництво Сенатського палацу було розпочато 1776 року за указом Катерини II. Спочатку будівля призначалася для проведення зборів дворянства Московської губернії, але після поділу Сенату на департаменти в палаці залишилися всі, окрім судового і того, що займається правами дворян, яких перевели в Санкт-Петербург. Для зведення споруди у князів Трубецьких і Барятинських викупили їхні кремлівські двори і скасували подвір'я монастирів. Обрана ділянка мала трикутну форму і була незручною для забудови: вона розташовувалася між Кремлівською стіною, будівлею Цейхгауза і Чудовим монастирем.
Проєкт був складений Матвієм Козаковим. Кошторис на будівництво Казакову допомагав складати Карл Бланк. Він же керував будівництвом у 1777-1778 роках. Однак будівництво йшло мляво, і 1778 року Казакова призначили керувати спорудженням будівлі. У 1776-1786 роках Казаков кілька разів переробляв початковий проєкт. Збереглося чотири комплекти авторських креслень.